# Vilar das Almas
Vilar das Almas is een plaats (freguesia) in de Portugese gemeente Ponte de Lima en telt 343 inwoners (2001).

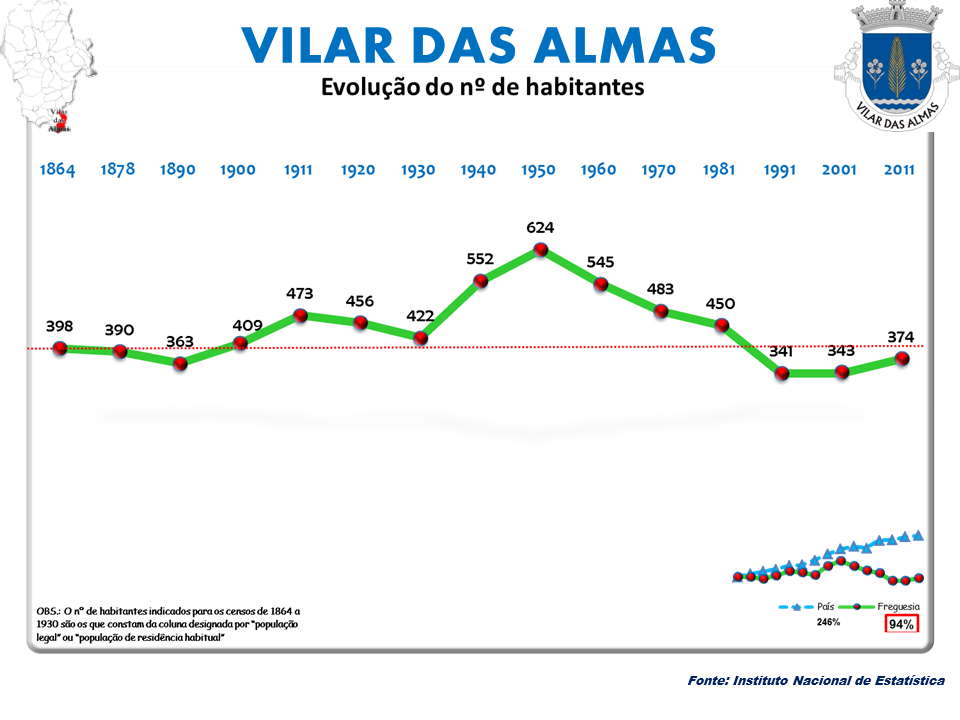
Bevolkingsontwikkeling tussen 1864 en 2011